# Taurotagus brevipennis
Taurotagus brevipennis är en skalbaggsart som beskrevs av Charles Joseph Gahan 1890. Taurotagus brevipennis ingår i släktet Taurotagus och familjen långhorningar.
Artens utbredningsområde är:
- Benin.
- Ghana.
- Mali.
- Nigeria.
- Senegal.
- Sierra Leone.
- Togo.

Inga underarter finns listade i Catalogue of Life.